# Jimena (Spagna)
Jimena è un comune spagnolo di 1 514 abitanti situato nella comunità autonoma dell'Andalusia.

## Amministrazione

### Gemellaggi
- Polverara, Italia[senza fonte]